# Brachiolejeunea
Brachiolejeunea là một chi rêu trong họ Lejeuneaceae.